# De Blokker
De Blokker of Blokweerse molen is een van de negentien Kinderdijkse molens. Deze molens bevinden zich in de Nederlandse provincie Zuid-Holland. In tegenstelling tot de andere achttien staat deze molen net niet op het grondgebied van het dorpje Kinderdijk dat tot de gemeente Molenlanden behoort maar in de naastgelegen gemeente Alblasserdam. De molen is ook bekend onder de naam 'Blokkerse Wip', en wel omdat het een wipmolen betreft. Hij is bedoeld om het Blokweerse deel van de Alblasserwaard te bemalen.
Op de plaats van De Blokker stond al in de middeleeuwen een molen. Deze werd tijdens de Nederlandse opstand door Spaanse troepen in brand gestoken. De huidige molen stamt uit 1630. In 2001 vond herbouw plaats nadat hij in 1997 gedeeltelijk was afgebrand.
De Blokker is gebouwd op een borstwering van baksteen. Het gevlucht is 26,9 meter en het scheprad heeft een diameter van 5,7 meter. Uitzonderlijk voor een wipmolen is de aanwezigheid van een buitenvangstok voor het bedienen van de vang (rem).
Eigenaar van de molen is Stichting Werelderfgoed Kinderdijk.
Nederwaard:
Nederwaard No.1 ·
Nederwaard No.2 ·
Nederwaard No.3 ·
Nederwaard No.4 ·
Nederwaard No.5 ·
Nederwaard No.6 ·
Nederwaard No.7 ·
Nederwaard No.8

Overwaard:
Overwaard No.1 ·
Overwaard No.2 ·
Overwaard No.3 ·
Overwaard No.4 ·
Overwaard No.5 ·
Overwaard No.6 ·
Overwaard No.7 ·
Overwaard No.8

Overig:
De Blokker ·
De Hoge Molen ·
Kleine of Lage Molen